# Henryk Jagodziński (satyryk)
Henryk Jagodziński (ur. 30 września 1928 w Łodzi, zm. 1 stycznia 2000 we Wrocławiu) – literat, aforysta, dziennikarz.
Od 1952 mieszkał we Wrocławiu, gdzie stał się charakterystyczną postacią życia towarzyskiego. Przez kilka lat był nauczycielem matematyki, potem współpracował z czasopismami, był kierownikiem literackim kabaretu My.
Tworzył aforyzmy i fraszki, publikując je głównie w Słowie Polskim.
Wydał Przebłyski wyborne (wyd. Żywe słowo, Wrocław 1991).